# Edgar Sengier
 (mars 2021).
Si vous disposez d'ouvrages ou d'articles de référence ou si vous connaissez des sites web de qualité traitant du thème abordé ici, merci de compléter l'article en donnant les références utiles à sa vérifiabilité et en les liant à la section « Notes et références ».
Edgar Sengier (Courtrai, 19 octobre 1879 – Cannes, 26 juillet 1963) est un directeur de la Société générale de Belgique et directeur de l’Union minière du Haut Katanga durant la Seconde Guerre mondiale. Grâce à l'intervention de Sengier, les Américains ont pu aisément disposer de l'uranium nécessaire au projet Manhattan. Il est le premier civil non américain à recevoir la Medal for Merit décernée par le gouvernement des États-Unis.

## L’Union minière du Haut Katanga
En 1903, Sengier obtient son diplôme d'ingénieur électricien et des mines à l'Université catholique de Louvain.
Au début de sa carrière professionnelle, il dirige un four à coke. L'industriel Jean Jadot l'envoie ensuite en Chine où se poursuivait la construction du chemin de fer Hankou-Pékin. Il reste ainsi cinq ans à Shangai où il fait la connaissance d'Émile Francqui.
Avant la Première Guerre mondiale, il est envoyé au Congo belge pour faire rapport sur l'Union minière du Haut Katanga dont l'activité d'exploitation du cuivre avait à peine commencé cinq ans auparavant.
L’Union minière du Haut Katanga (UMHK) était une filiale de l'Union Minière, elle-même une société du groupe de la Société Générale de Belgique, chargée d'exploiter notamment les gisements de cuivre du Haut Katanga. Cette zone du Congo a été qualifiée de « scandale géologique » par le géologue belge Jules Cornet qui y avait effectué des prospections, découvrant la multiplicité et la richesse des minerais qu'on y trouve.

## L'uranium

### L'intuition de Sengier

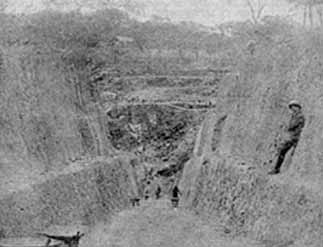
La mine de Shinkolobwe.

Très tôt, on découvre de l'uranium à Shinkolobwe (1915) et son extraction régulière débute dès 1921. Le minerai de Shinkolobwe était extrêmement riche, puisqu'il contenait jusqu'à 65 % d'uranium, alors que le minerai canadien, par exemple, n'en contenait que 0,2 %. 
En 1938, Edgar Sengier, alors directeur de la Société Générale et directeur général de l'UMHK, apprit de scientifiques européens les possibilités futures de l'uranium. Des scientifiques britanniques l'avaient averti en ces termes: « Soyez prudent et n'oubliez jamais que le matériau en votre possession pourrait signifier une catastrophe pour votre pays s'il tombait entre des mains ennemies. » Comprenant que ce sous-produit, jusque-là stocké sans être utilisé, pourrait devenir vital en temps de guerre, il ordonna en 1939 que la moitié du stock disponible en Afrique, soit un millier de tonnes, soit envoyée en secret à New York.
Sengier lui-même partit pour New York lors du déclenchement de la guerre afin de conduire les opérations mondiales de l'Union Minière pendant l'occupation. Pourtant, l'uranium resta oublié dans un entrepôt de Staten Island.

### Le projet Manhattan
En septembre 1942, le colonel (devenu général depuis) Kenneth Nichols, qui avait été chargé par le patron du Projet Manhattan, le général Leslie Groves, de trouver de l'uranium, rendit visite à Sengier à son bureau de New York. L'officier demanda à Sengier si l'Union Minière pouvait fournir de l'uranium, précisant qu'il comprenait que cette demande serait peut-être difficile à satisfaire rapidement. La réponse de Sengier est entrée dans l'histoire : « Vous pouvez avoir le minerai maintenant. Il est à New York, 1 000 tonnes. J'attendais votre visite.» Sengier établit immédiatement un contrat de vente et le minerai de Staten Island fut transféré à l'armée américaine qui obtenait en même temps une option sur les 1 000 tonnes encore stockées à Shinkolobwe.

### L'exploitation de Shinkolobwe
La mine de Shinkolobwe était désaffectée depuis 1939, et était sous eau. L'armée américaine y expédia un contingent de son corps du Génie pour la remettre en activité, étendre les aérodromes de Léopoldville et Élisabethville, et établir des installations portuaires à Matadi, sur le fleuve Congo. L'exploitation de Shinkolobwe put alors reprendre et on estime qu'entre 1942 et 1944, 30 000 tonnes de minerai furent vendues à l'armée américaine.
Les Américains souhaitaient cependant obtenir l'exclusivité du minerai de Shinkolobwe, ce que Sengier leur refusait. Les Américains firent cependant entrer les gouvernements dans la danse et, avec l'appui du gouvernement britannique, acquirent le droit exclusif sur l'uranium de Shinkolobwe dans le cadre de négociations qui impliquèrent le gouvernement belge en exil à Londres (quoique seul Sengier fut apparemment au moins partiellement mis dans la confidence du projet Manhattan). 
Ces accords particuliers, signés entre les États-Unis, le Royaume-Uni et la Belgique, avaient une durée de 10 ans et perdurèrent après la fin de la guerre. Ils expliquent notamment la relative facilité avec laquelle la Belgique a pu se relever des conséquences de la guerre, n'ayant contracté aucune dette importante à l'égard des grandes puissances financières.
Cependant, certains parlementaires belges et des journalistes contribuèrent à alerter l'opinion publique belge quant à la teneur de l'accord belgo-américain qu'ils considéraient comme pas assez favorable à la Belgique. Le résultat fut cette renégociation de 1955 particulièrement bien menée par Pierre Ryckmans, ancien gouverneur du Congo belge pendant toute la guerre et organisateur de l'effort de guerre économique du Congo en faveur des alliés qui se traduisit par la campagne victorieuse de la Force publique en Éthiopie, mais aussi et surtout par une intensification des productions de caoutchouc, de céréales et de minerais, cuivre, étain, zinc et uranium. Au terme de cette négociation, la Belgique n'obtint pas seulement une substantielle augmentation des payements américains, mais aussi un accès à des brevets américains secrets dont les chercheurs et ingénieurs du centre de Mol et de toutes les centrales nucléaires belges ont su tirer parti dans les décennies suivantes. La Belgique a, en effet, bâti, à la fin du XXe siècle, une industrie nucléaire performante produisant 60 % de l'électricité du pays, en plus, entre autres résultats, de la production d'isotopes pour la médecine et des procédés de recyclage de déchets des centrales pour en faire un combustible réutilisable, le mox, et des travaux en vue du stockage dans des couches argileuses stables des déchets non recyclables.

## Hommages et Distinctions
En 1949, Sengier est honoré par la communauté scientifique lorsque son nom fut donné à un nouveau minerai radioactif découvert au Congo, la « sengierite ». - American Mineralogist, 1949, 34, 109.
Il a reçu les distinctions suivantes :
- Officier de l'ordre de Léopold.
- Officier de l'ordre de la Couronne.
- Grand officier de l'ordre royal du Lion (Congo belge).
- Officier de l'ordre de l'Étoile africaine (Congo belge).
- Medal for Merit (États-Unis) : en 1946, Sengier retourna aux États-Unis où il reçut des mains du général Groves la Medal for Merit pour sa contribution à la victoire alliée. Il était le premier citoyen non américain à recevoir cette distinction créée en 1945 par un décret présidentiel. À l'époque, les restrictions sur l'information du temps de guerre n'étaient pas totalement levées, et si la citation mentionnait les « services rendus dans le cadre de la fourniture de matériau », elle ne détaillait pas à quel point les initiatives de Sengier avaient permis de modifier le cours le l'histoire.
- Commandeur de la Légion d'honneur (France).

- Chevalier commandeur honoraire[4] de l'Ordre de l'Empire britannique (KBE, 1956),

## Fin de vie
Edgar Sengier resta directeur de la Société générale de Belgique et de l'Union minière jusqu'en 1949. Jusqu'en 1960, il fit partie du conseil d'administration de cette dernière et se retira à Cannes, où il mourut en 1963.